# Patinação de velocidade em pista curta nos Jogos Olímpicos de Inverno de 2006 - 1500 m feminino
A competição de 1500 m feminino da patinação de velocidade em pista curta nos Jogos Olímpicos de Inverno de 2006 aconteceu no dia 18 de fevereiro. 

## Medalhistas
| Ouro   | KOR Jin Sun-yu     |
| Prata  | KOR Choi Eun-kyung |
| Bronze | CHN Wang Meng      |

## Resultados

### Primeira fase
| Pos. | Patinador        | Tempo    | Nº  |
| ---- | ---------------- | -------- | --- |
| 1    | CHN Meng Wang    | 2:41.384 | 111 |
| 2    | KOR Chun-Sa Byun | 2:41.411 | 140 |
| 3    | ITA Katia Zini   | 2:41.561 | 133 |
| 4    | HUN Rozsa Darazs | 2:42.256 | 128 |
| 5    | GER Aika Klein   | 2:42.380 | 123 |

| Pos. | Patinador             | Tempo    | Nº  |
| ---- | --------------------- | -------- | --- |
| 1    | USA Allison Baver     | 2:27.635 | 151 |
| 2    | CAN Amanda Overland   | 2:27.666 | 106 |
| 3    | NED Liesbeth Mau Asam | 2:28.910 | 146 |
| 4    | JPN Ikue Teshigawara  | 2:30.977 | 138 |
| 5    | BLR Julia Elsakova    | 2:33.564 | 102 |

| Pos. | Patinador           | Tempo    | Nº  |
| ---- | ------------------- | -------- | --- |
| 1    | CHN Yang Yang (A)   | 2:37.754 | 112 |
| 2    | KOR Eun-Kyung Choi  | 2:37.862 | 141 |
| 3    | JPN Yuka Kamino     | 2:37.865 | 135 |
| 4    | FRA Myrtille Gollin | 2:38.442 | 117 |
| 5    | AUS Emily Rosemond  | 2:40.171 | 101 |

| Pos. | Patinador                 | Tempo    | Nº  |
| ---- | ------------------------- | -------- | --- |
| 1    | BUL Evgenia Radanova      | 2:27.155 | 103 |
| 2    | USA Hyo-Jung Kim          | 2:27.460 | 155 |
| 3    | RUS Tatiana Borodulina    | 2:27.757 | 150 |
| 4    | CAN Anouk Leblanc-Boucher | 2:28.001 | 105 |
| 5    | HKG Yueshuang Han         | 2:36.233 | 127 |

| Pos. | Patinador            | Tempo    | Nº  |
| ---- | -------------------- | -------- | --- |
| 1    | KOR Sun-Yu Jin       | 2:29.731 | 143 |
| 2    | ITA Marta Capurso    | 2:31.053 | 130 |
| 3    | CZE Katerina Novotna | 2:31.367 | 114 |
| 4    | ROM Katalin Kristo   | 2:31.705 | 149 |
| 5    | LAT Evita Krievane   | 2:34.171 | 145 |

| Pos. | Patinador             | Tempo    | Nº  |
| ---- | --------------------- | -------- | --- |
| 1    | FRA Stephanie Bouvier | 2:35.410 | 115 |
| 2    | HUN Erika Huszar      | 2:35.920 | 129 |
| 3    | GBR Sarah Lindsay     | 2:38.460 | 120 |
| 4    | GER Yvonne Kunze      | 2:48.009 | 124 |
| 5    | CHN Xiaolei Cheng     | 2:50.017 | 109 |

### Semifinais
| Pos. | Patinador              | Tempo    | Nº  |
| ---- | ---------------------- | -------- | --- |
| 1    | KOR Sun-Yu Jin         | 2:31.747 | 143 |
| 2    | HUN Erika Huszar       | 2:32.504 | 129 |
| 3    | USA Hyo-Jung Kim       | 2:32.527 | 155 |
| 4    | JPN Yuka Kamino        | 2:44.057 | 135 |
| 5    | RUS Tatiana Borodulina | 2:45.897 | 150 |
| -    | FRA Stephanie Bouvier  | DQ       | 115 |

| Pos. | Patinador             | Tempo    | Nº  |
| ---- | --------------------- | -------- | --- |
| 1    | KOR Eun-Kyung Choi    | 2:22.776 | 141 |
| 2    | CAN Amanda Overland   | 2:22.946 | 106 |
| 3    | CHN Yang Yang (A)     | 2:23.048 | 112 |
| 4    | ITA Katia Zini        | 2:23.141 | 133 |
| 5    | USA Allison Baver     | 2:23.490 | 151 |
| 6    | NED Liesbeth Mau Asam | 2:26.370 | 146 |

#### Semifinal 3
| Pos. | Patinador            | Tempo    | Nº  |
| ---- | -------------------- | -------- | --- |
| 1    | KOR Chun-Sa Byun     | 2:26.915 | 140 |
| 2    | CHN Meng Wang        | 2:27.095 | 111 |
| 3    | BUL Evgenia Radanova | 2:27.145 | 103 |
| 4    | ITA Marta Capurso    | 2:27.291 | 130 |
| 5    | CZE Katerina Novotna | 2:27.395 | 114 |
| 6    | GBR Sarah Lindsay    | 2:29.173 | 120 |

### Final A
| Pos. | Patinador              | Tempo    | Nº  |
| ---- | ---------------------- | -------- | --- |
|      | KOR Sun-Yu Jin         | 2:23.494 | 143 |
|      | KOR Eun-Kyung Choi     | 2:24.069 | 141 |
|      | CHN Meng Wang          | 2:24.469 | 111 |
| 4    | HUN Erika Huszar       | 2:25.405 | 129 |
| 5    | CAN Amanda Overland    | 2:26.495 | 106 |
| -    | KOR Chun-Sa Byun       | DQ       | 140 |
| -    | RUS Tatiana Borodulina | DQ       | 150 |

### Final B
| Pos. | Patinador            | Tempo    | Nº  |
| ---- | -------------------- | -------- | --- |
| 6    | BUL Evgenia Radanova | 2:29.314 | 103 |
| 7    | JPN Yuka Kamino      | 2:29.540 | 135 |
| 8    | USA Hyo-Jung Kim     | 2:29.978 | 155 |
| 9    | ITA Marta Capurso    | 2:30.054 | 130 |
| 10   | ITA Katia Zini       | 2:30.164 | 133 |
| 11   | CHN Yang Yang (A)    | 2:32.097 | 112 |

Legenda
| Recorde mundial      | Recorde mundial (World record)               |                       | Recorde africano                      | Recorde africano (African) |                                           | Q | Classificado por posição (Qualified) |
| Recorde olímpico     | Recorde olímpico (Olympic record)            | Recorde da América    | Recorde da América (Americas)         | q                          | Classificado por melhor tempo (Qualified) |   |                                      |
| Melhor marca do ano  | Melhor marca do ano (World leading)          | Recorde asiático      | Recorde asiático (Asian)              | DNS                        | Não largou (Did not start)                |   |                                      |
| Recorde nacional     | Recorde nacional (National record)           | Recorde europeu       | Recorde europeu (European)            | DNF                        | Não terminou (Did not finish)             |   |                                      |
| Recorde pessoal      | Recorde pessoal do atleta (Personal best)    | Recorde da Oceania    | Recorde da Oceania (Oceania)          | DSQ / DQ                   | Desclassificado (Disqualified)            |   |                                      |
| Recorde da temporada | Recorde da temporada do atleta (Season best) | Recorde sul-americano | Recorde sul-americano (South America) | NM                         | Sem marca (No mark)                       |   |                                      |